# Július Balász
Július Balász né le 5 octobre 1901 à Budapest et mort le 29 octobre 1970 à Prague est un plongeur et nageur tchécoslovaque qui remporte une médaille de bronze en plongeon aux Championnats d'Europe de natation en 1926.

## Biographie
La famille de Július Balász, du temps de l'Autriche-Hongrie réside à Budapest où il naît et apprend à nager avec Béla Komjádi. Après la Première Guerre mondiale, la famille s'installe à Prague. Július Balász entame des études ce commerce à Brno. Il s'entraîne au Makabi Brno puis au Bar Kochby Brno, en natation, water-polo et plongeon. Il remporte plusieurs titres nationaux en nage libre, brasse et dos et établit divers records nationaux en 1921, 1922 et 1924,.
Aux Jeux olympiques d'été de 1924 à Paris, Július Balász est engagé sur le 100 mètres nage libre et en plongeon. Avec un temps de 1 min 11 s 80, il termine 3e de sa série du 100 mètres et n'est pas qualifié pour les demi-finales. En tremplin (1 mètre et 3 mètres), il termine 16e des éliminatoires avec 448 points et est qualifié pour la finale où il se classe 9e,,.
Il remporte des titres nationaux de plongeon en 1926, 1927 et 1928. Il représente la Tchécoslovaquie aux Championnats d'Europe de natation en 1926 et termine 3e en plongeon, première médaille internationale du pays en natation. Aux Jeux olympiques d'été de 1928 à Amsterdam, il ne sort pas des éliminatoires. 
Il remporte des titres aux Maccabiades : relais 4X100 mètres en 1930, tremplin de 3 mètres en 1933 et 1935, ainsi que le tournoi de water-polo en 1935.
Pendant la Seconde Guerre mondiale, il est déporté à Theresienstadt et Auschwitz. Après la guerre, il poursuit une carrière d'entraîneur de natation et de plongeon.